# Saint-Amant-de-Bonnieure
Saint-Amant-de-Bonnieure is een plaats en voormalige gemeente in het Franse departement Charente in de regio Nouvelle-Aquitaine en telt 337 inwoners (2004). De plaats maakt deel uit van het arrondissement Confolens.

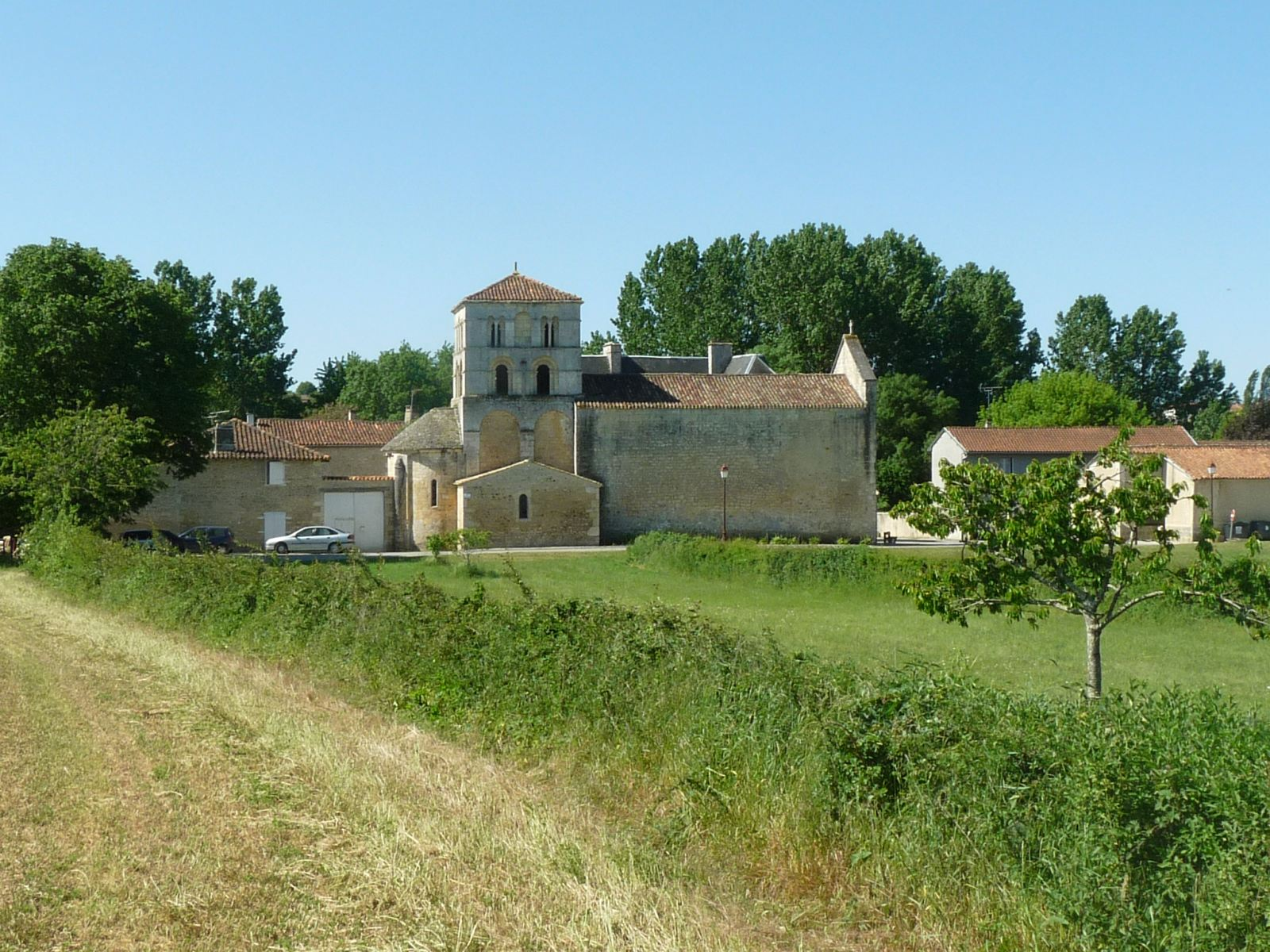
Saint-Amant-de-Bonnieure
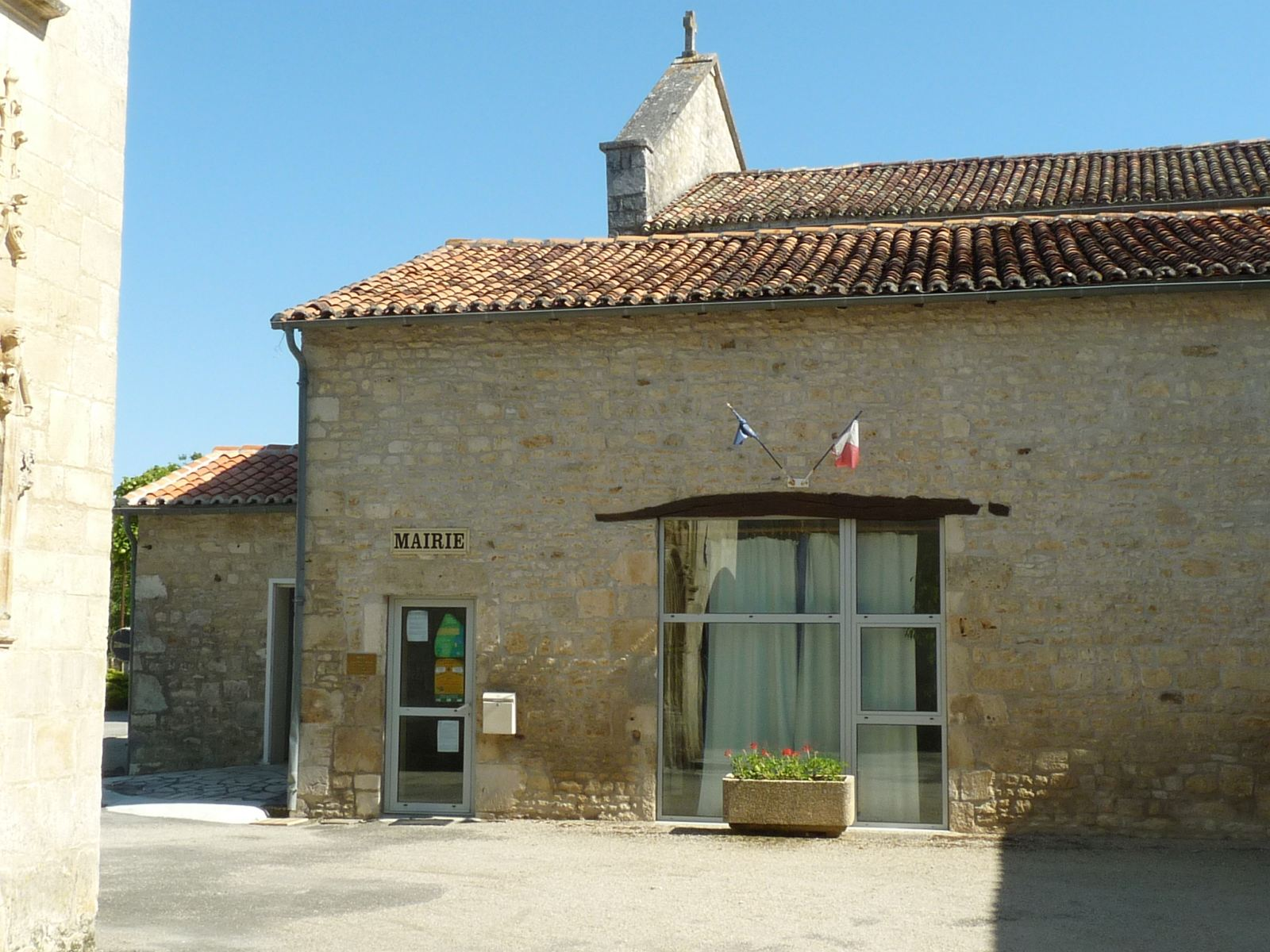
Voormalig gemeentehuis
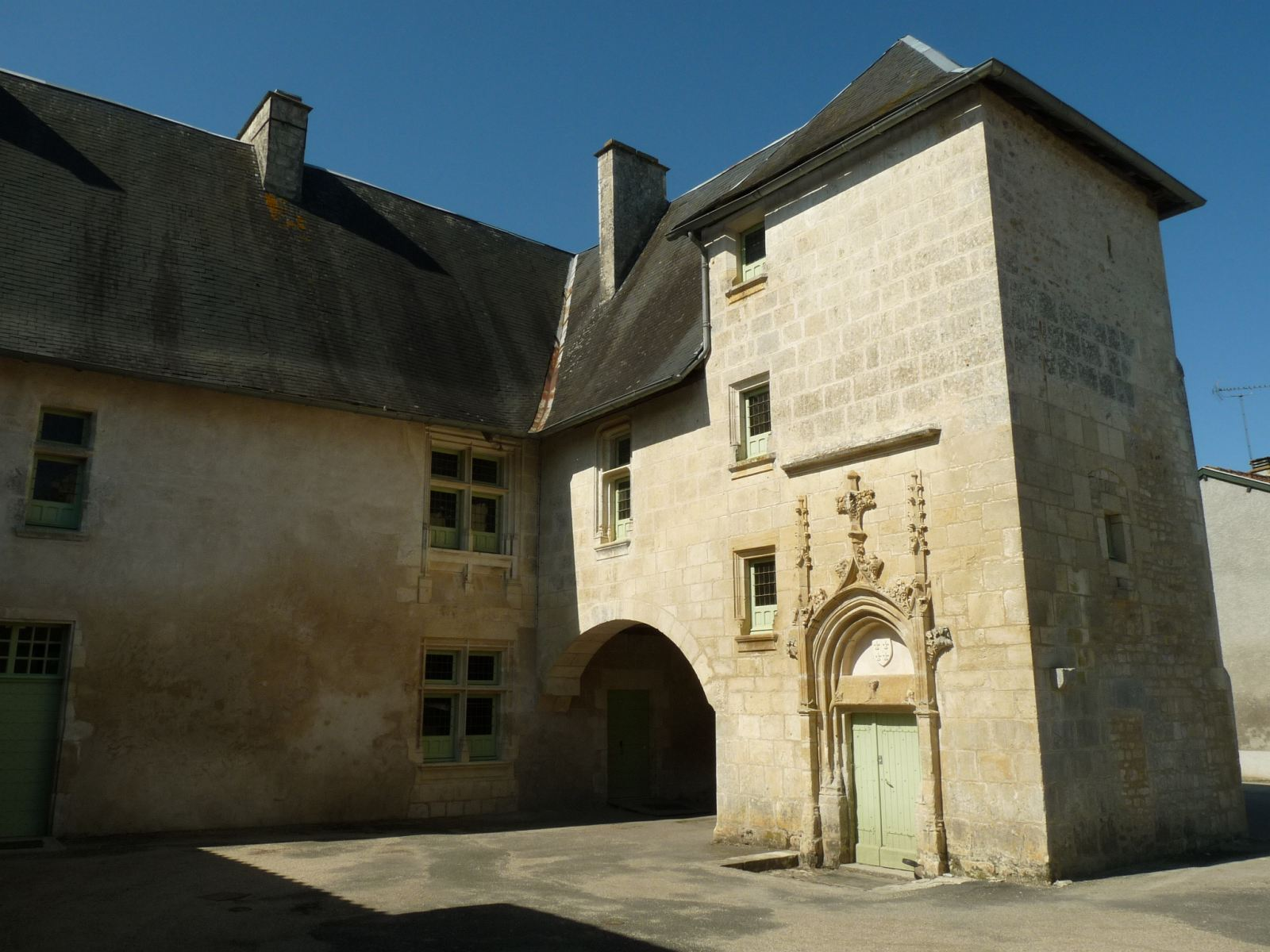
Kasteel van Saint-Amant-de-Bonnieure

## Geschiedenis
Op 1 januari 2018 fuseerde de gemeente met Saint-Angeau en Sainte-Colombe tot de commune nouvelle Val-de-Bonnieure.

## Geografie
De oppervlakte van Saint-Amant-de-Bonnieure bedraagt 10,6 km², de bevolkingsdichtheid is 31,8 inwoners per km².
De onderstaande kaart toont de ligging van Saint-Amant-de-Bonnieure met de belangrijkste infrastructuur en aangrenzende gemeenten.

## Demografie
Onderstaande figuur toont het verloop van het inwonertal.